# Dimitris Diamantakos
Dimitris Diamantakos (griechisch Δημήτρης Διαμαντάκος, auch Dimitrios Diamantakos; * 5. März 1993 in Piräus) ist ein griechischer Fußballspieler.

## Vereinskarriere
Diamantakos begann seine Karriere in der Jugend von Atromitos Piräus. Von dort wechselte er zum größeren Stadtrivalen Olympiakos. 2012 stieg er von der dortigen U-20 zur Profimannschaft auf. Es folgten Leihen innerhalb der griechischen ersten Liga zu Panionios Athen, Aris Thessaloniki und Ergotelis. Dort wusste er durchaus zu überzeugen, schaffte aber dennoch nicht den Sprung zum Stammspieler bei Olympiakos. Zwar debütierte er am 23. August 2014 für Olympiakos in der Super League gegen Niki Volos und erzielte sogleich sein erstes Tor für Olympiakos. Mit Olympiakos wurde er 2015 griechischer Meister und Pokalsieger.
Er konnte sich jedoch nicht dauerhaft durchsetzen und wurde so zur Saison 2015/16 abermals verliehen; neuer Arbeitgeber wurde der deutsche Zweitligist Karlsruher SC. Da Diamantakos zu Saisonbeginn mit mehreren Verletzungen zu kämpfen hatte, gab er erst am 11. Spieltag sein Debüt für den KSC, als er beim 1:0-Erfolg im Montagsspiel gegen den TSV 1860 München in der 78. Minute für Erwin Hoffer eingewechselt wurde. Sein Startelfdebüt am  14. Spieltag krönte Diamantakos beim 3:0-Heimerfolg gegen den VfL Bochum mit seinem ersten Tor für Karlsruhe. Die beiden anderen Tore bereitete er vor. Am 18. Februar 2016 zog der KSC die vereinbarte Kaufoption, sodass Diamantakos fest verpflichtet wurde. Er unterzeichnete einen bis zum 30. Juni 2019 datierten Vertrag. Nachdem der KSC am Ende der Saison 2016/17 in die 3. Liga abgestiegen war und sein Vertrag daher keine Gültigkeit mehr hatte, wechselte Diamantakos ablösefrei zum VfL Bochum. Dort unterschrieb Diamatakos einen Vertrag bis 2020. In der Abstiegssaison war der zumeist als Mittelstürmer eingesetzte Diamantakos mit fünf Treffern erfolgreichster Torschütze der Karlsruher. Für Bochum debütierte er am 28. Juli 2017 bei der 0:1-Heimniederlage gegen den FC St. Pauli im Eröffnungsspiel für die Zweitligasaison 2017/18.
Am 25. Januar gab der FC St. Pauli Diamantakos' Verpflichtung bekannt, er erhielt einen Vertrag bis 2020. Im Sommer 2020 schloss er sich Hajduk Split an. Nach einer Leihe an den israelischen Verein MS Aschdod wechselte Diamantakos im Sommer 2022 nach Indien zum Kerala Blasters FC, wo er seitdem tätig ist. Nach eher enttäuschenden Spielzeiten in Kroatien und Israel konnte er sich bei den Kerala Blasters wieder durchsetzen und erzielte in seiner ersten Saison wettbewerbsübergreifend zwölf Tore in 24 Spielen. In der folgenden Spielzeit stieg Diamantakos zum Rekordtorschützen seines Vereins in der indischen 1. Liga auf und hält diesen Rekord seitdem.

## Nationalmannschaft
Diamantakos durchlief alle griechischen U-Nationalmannschaften von der U-17 bis zur U-21. Mit der griechischen U-19 erreichte er in der U-19-Fußball-Europameisterschaft 2012 den zweiten Platz. Mit der U-20 spielte er im darauffolgenden Jahr bei der U-20-Fußball-Weltmeisterschaft 2013 in der Türkei, wo man im Achtelfinale mit 1:3 an Usbekistan scheiterte. Am 7. September 2014 gab er sein Debüt für die A-Nationalmannschaft Griechenlands im EM-Qualifikationsspiel gegen Rumänien. Es folgten vier weitere A-Länderspiele, wobei er seit seinem Einsatz gegen Estland am 31. August 2017 kein weiteres Spiel mehr absolvierte.